# Montagoudin
Montagoudin är en kommun i departementet Gironde i regionen Nouvelle-Aquitaine i sydvästra Frankrike. Kommunen ligger i kantonen La Réole som tillhör arrondissementet Langon. År 2022 hade Montagoudin 171 invånare.

## Befolkningsutveckling
Antalet invånare i kommunen Montagoudin
Referens:INSEE